# Italie des valeurs
Pour les articles homonymes, voir IDV.
L’Italie des valeurs ou IDV (en italien, Italia dei Valori ou IDV) est un parti politique centriste et populiste italien, fondé à Rome en 1998 par Antonio Di Pietro, ancien juge d'instruction de l'opération anti-corruption Mani Pulite.
Son organe s’intitule Orizzonti Nuovi (« Nouveaux Horizons »).

## Idéologie
Il appartenait à la famille libérale européenne depuis le 28 septembre 2000 (congrès du Parti européen des libéraux, démocrates et réformateurs (ELDR) de Tenerife). 
Il quitte l'ALDE en 2014.

## Alliances électorales
Il est l'un des sept partis alliés de l'Union, créée en février 2005. 
Il devient le principal allié du Parti démocrate en 2008. Le secrétaire du PD, Pier Luigi Bersani, annonce en janvier 2010 une alliance électorale avec l'Italie des valeurs dans onze régions sur treize.
Pour les élections législatives de 2013, il rompt son alliance avec le PD et constitue la coalition Révolution civile avec des formations extra-parlementaires communistes et écologistes.

## Histoire

### Élections politiques de 2006
Aux élections de 2006, apparentée avec les listes de l'Union, l'IDV obtient 2,3 % des voix à la Chambre et 16 députés. Aux élections sénatoriales, elle obtient 2,9 % des voix et quatre sénateurs.

### Élections politiques de 2008
L'IdV se renforce en s'alliant au Parti démocrate nouvellement créé, avec 1 593 675 voix à la Chambre (4,37 % ; 28 députés) et 1 414 118 voix au Sénat (4,315 % ; 14 sénateurs). Il obtient également 41 589 voix chez les Italiens de l'étranger et un député supplémentaire élu dans la circonscription Europe où il dépasse 8,18 %. Jean-Léonard Touadi devient le premier parlementaire italien noir, avant de quitter le mouvement en juillet 2008. Fin 2008, l'IdV remporte un succès spectaculaire dans une élection régionale (Abruzzes, 15 %) en y faisant jeu presque égal avec le Parti démocrate, avec lequel il était une nouvelle fois allié, bien que ce soit le Peuple de la liberté qui emporte la présidence de région.

### Élections européennes
Aux élections européennes et régionales de 2004, ce parti se présente avec le symbole Lista Di Pietro - Italia dei Valori : il obtient 694 963 voix, avec 2,1 % des voix, permettant l’élection d’Antonio Di Pietro et de son allié Achille Occhetto, un ancien communiste. Ce dernier démissionna pour laisser la place à un autre ancien membre du Parti communiste italien, Giulietto Chiesa.
Di Pietro quitta le Parlement européen pour la Chambre des députés italienne et Chiesa rejoignit le groupe du Parti socialiste européen le 17 mai 2006. L'Italie des valeurs n'est alors plus représentée en tant que telle à Strasbourg jusqu'aux élections suivantes.
Aux élections européennes de juin 2009, le Parti des Valeurs devient le quatrième parti italien, avec 2 452 731 voix (8,08 %) et sept députés membres du groupe ADLE.
Lors des élections suivantes, en mai 2014, avec des listes toutes dirigées par Ignazio Messina et la disparition de la mention Di Pietro sur le symbole électoral, le parti perd tous ses députés en ne remportant que 179 693 voix, soit 0,65 %, un véritable effondrement.

### Élections administratives
En 2011, Luigi de Magistris, député européen, ancien magistrat, devient à la surprise générale maire de Naples, en dépassant au premier tour le candidat du Parti démocrate. Mais il quitte le parti en décembre 2012 pour créer son propre mouvement.
Ce succès n'est pas le seul de l'Italie des valeurs qui avec le PD remporte de nombreuses communes et provinces au détriment du Peuple de la liberté.
L'Italie des valeurs remporte à l'automne un grand succès symbolique en promouvant le référendum abrogatif de 2012 en Italie et en recueillant avec ses alliés plus de un million de signatures, déposées à la Cour de cassation italienne.
Cependant, en 2012, après avoir échoué lors des élections anticipées de l'Assemblée régionale sicilienne (aucun élu) et après avoir été interviewé par l'émission de Rai 3, Report, en expliquant mal ce qu'il était advenu d'un legs de près d'un milliard de lires, le leadership d'Antonio di Pietro est vivement contesté à l'intérieur du parti qui affronte, au même moment, le succès du Mouvement 5 étoiles. À la surprise quasi générale, Beppe Grillo considère qu'il ferait un excellent chef de l'État italien, le 30 octobre 2012. Le 8 novembre, Donadi, président du groupe parlementaire et un autre député quittent le parti et le groupe, ce qui provoque la fin du groupe parlementaire Idv (20 députés minimum), provoquant une grave crise interne.

### Départ de Di Pietro de la direction
L'Italie des valeurs n'obtient aucun élu lors des élections législatives de février 2013. Antonio Di Pietro décide de se retirer et d'enlever son nom du logo du parti. En juin 2013, le nouveau secrétaire du parti, élu, est Ignazio Messina.

## Symbole électoral
Description : une ligne de circonférence bleu Europe avec, à l'intérieur du cercle, dans la moitié supérieure du champ, sur fond azur décroissant de haut en bas, la silhouette stylisée d'un goéland en quadrichromie avec les couleurs en continu, de gauche à droite, de la décomposition spectrale (type arc-en-ciel). Dans la partie médiane du cercle, sur la gauche, la mention « ITALIA » et sur la droite, dans la ligne en dessous, la mention « VALORI », les deux écrites en lettres capitales bleues et la dernière mention précédée par la mention « dei » (des) en minuscule italique, toujours bleu Europe, avec le point sur le i en rouge. Dans la partie inférieure du cercle, en gros caractères, la mention « DiPIETRO » en lettres noires, majuscules et italiques, avec le point sur le premier i en rouge et avec cette dernière lettre plus petite que les autres.